# Hypercémentose
 Mise en garde médicale
L'hypercémentose est une maladie sans cause connue, non-néoplasique, caractérisée par une production excessive de cément sur les racines d'une ou plusieurs dents, ce qui les élargit et conduit à une sensation d'inconfort et peut engendrer des complications.